# Templeton (Nouvelle-Zélande)
Templeton  est une petite localité située dans les limites de la cité de Christchurch, dans l’Île du Sud de la Nouvelle-Zélande.

## Situation
Alors que la plus grande partie de Templeton fait partie de la cité de Christchurch, un petit nombre de résidents sont rattachés au district de Selwyn.
Templeton siège sur le trajet de la State Highway 1/S H 1.
C’était le centre des courses de trot de la région de Canterbury avec de nombreux noms restés fameux comme les chevaux : «Devine», «Nyan», «Butt», «Jones» et «Carmichael».

## Histoire
Son histoire européenne s’étale sur 140 ans, débutant quand Templeton n’était qu’un point d’abreuvage pour les chevaux, situé entre Christchurch et la rivière Selwyn (rivière)/Waikirikiri.
L’Hôpital de Templeton a eu un impact majeur sur cette région, fournissant des emplois et des controverses pendant de nombreuses années.
Plus récemment, la présence du Ruapuna Park (en) a donné lieu à un débat public concernant le niveau de Pollution sonore acceptable pour les habitants vivant à proximité d’un des hauts lieux du sport mécanique.
Situé à l’ouest de Templeton, sur ‘Maddisons Road’, se trouve le BrackenRidge Estate, qui comprend un environnement résidentiel fermé pour les besoins particuliers de certaines personnes, avec une grande variété des maisons convenant à différents types de personnalités et de handicaps.

## Résidents notables
- Roger Drayton (en) (1925–1986), born in Templeton; Labour MP (1969–1978)[1]
- David Jones (en) (1874–1941), né à Templeton; Ministre de l’Agriculture (en) (de 1931 à 1932)[2].